# Nicole Courcel
Nicole Courcel, nata Nicole Marie Jeanne Andrieu (Saint-Cloud, 21 ottobre 1931 – Parigi, 25 giugno 2016), è stata un'attrice francese.

## Filmografia parziale

### Cinema
- Le sedicenni (Rendez-vous de juillet), regia di Jacques Becker (1949)
- La vergine scaltra (La Marie du Port), regia di Marcel Carné (1950)
- Gli amori finiscono all'alba (Les amours finissent à l'aube), regia di Henri Calef (1953)
- Versailles (Si Versailles m'était conté), regia di Sacha Guitry (1954)
- Papà, mammà, la cameriera ed io (Papa, maman, la bonne et moi...), regia di Jean-Paul Le Chanois (1954)
- Huis-clos, regia di Jacqueline Audry (1954)
- Papà, mammà, mia moglie ed io (Papa, maman, ma femme et moi...), regia di Jean-Paul Le Chanois (1955)
- La strega (La sorcière), regia di André Michel (1956)
- Club di ragazze (Club de femmes), regia di Ralph Habib (1956)
- Le Cas du docteur Laurent, regia di Jean-Paul Le Chanois (1957)
- La Peau de l'ours, regia di Claude Boissol (1957)
- Ein Mann geht durch die Wand, regia di Ladislao Vajda (1959)
- Il passaggio del Reno (Le passage du Rhin), regia di André Cayatte (1960)
- Le vergini di Roma, registi vari (1961)
- I celebri amori di Enrico IV (Vive Henri IV... vive l'amour!), regia di Claude Autant-Lara (1961)
- L'uomo senza passato (Les dimanches de Ville d'Avray), regia di Serge Bourguignon (1962)
- Un treno è fermo a Berlino (Verspätung in Marienborn), regia di Rolf Hädrich (1963)
- Nick Carter e il trifoglio rosso (Nick Carter et le trèfle rouge), regia di Jean-Paul Savignac (1965)
- La notte dei generali (The Night of the Generals), regia di Anatole Litvak (1967)
- L'étrangleur, regia di Paul Vecchiali (1970)
- L'avventura è l'avventura (L'aventure, c'est l'aventure), regia di Claude Lelouch (1972)
- Gli amori impossibili (Le rempart des Béguines), regia di Guy Casaril (1972)
- Requiem per un commissario di polizia (Un officier de police sans importance), regia di Jean Larriaga (1973)
- Lo schiaffo (La gifle), regia di Claude Pinoteau (1974)
- Tommy e Laurie (Thomas), regia di Jean-François Dion (1975)

### Televisione
- Les Boussardel - miniserie TV, 5 episodi (1972)
- Allô Béatrice - serie TV, 6 episodi (1984)
- Milady - film TV (2004)